# Conséquences de la pandémie de Covid-19 sur la télévision aux États-Unis
Pour des articles plus généraux, voir Conséquences de la pandémie de Covid-19 et Pandémie de Covid-19 aux États-Unis.

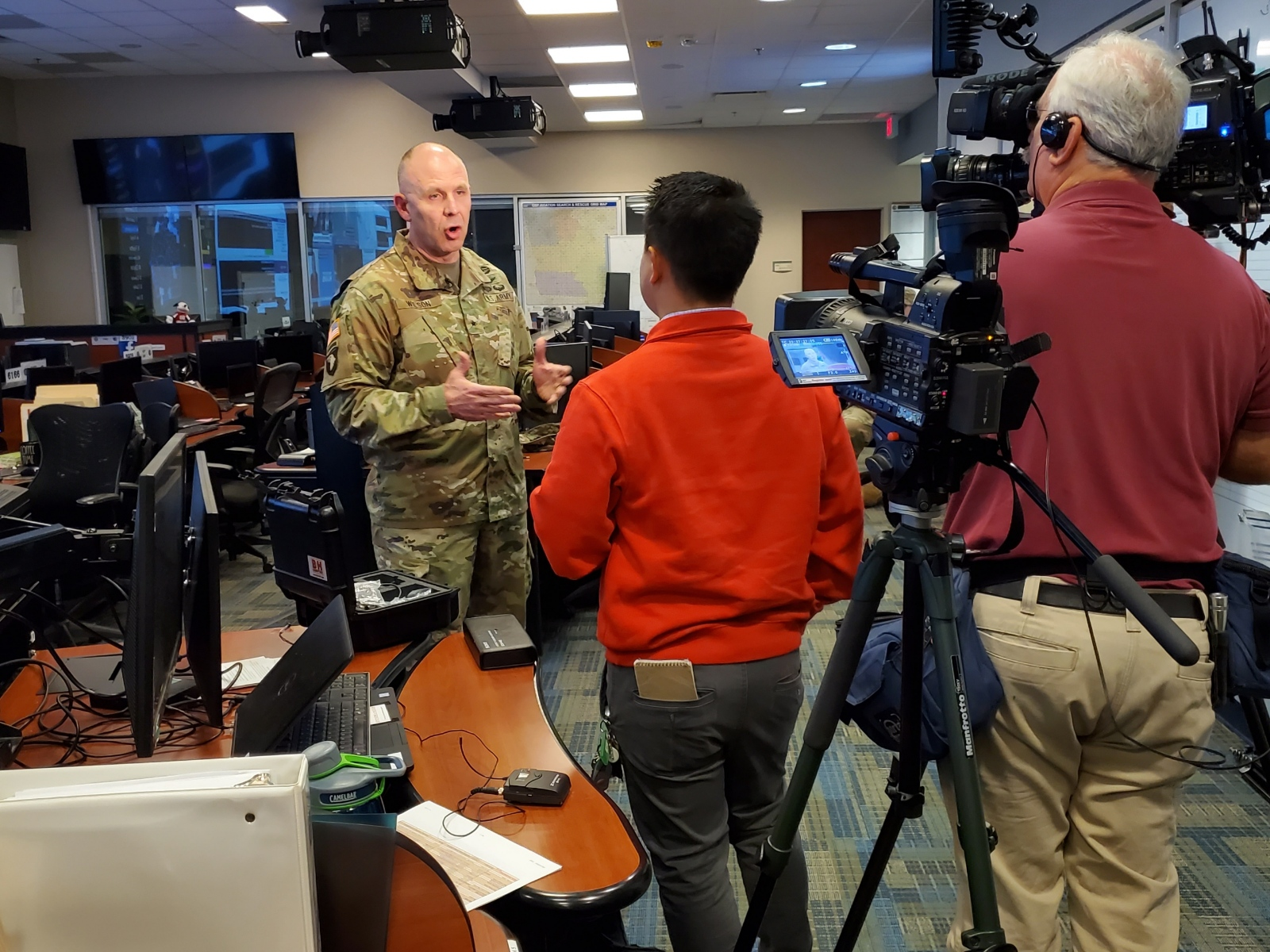
Le brigadier général Dwayne Wilson s'exprimant sur le sujet du Covid-19, le 17 03 2020 en direct sur la chaine de télévision américaine 11 Alive.

Les conséquences de la pandémie de Covid-19 sur la télévision aux États-Unis sont importantes, comme dans de nombreux autres secteurs d'activités.
Dès mars 2020, avec l'arrivée de la pandémie de Covid-19 aux États-Unis, la grande majorité des productions de télévision sont arrêtées. Les émissions restantes s'effectuent alors à distance, et avec un personnel réduit. De plus, certaines séries ou émissions sont conçues ou modifiées spécialement pour pouvoir être réalisées à distance.
En juin, certaines productions reprennent avoir mis en œuvre des règles de distanciation sociale, des mesures de quarantaine et d'autres protocoles de sécurité sanitaire afin de respecter les règles émises par le gouvernement fédéral des États-Unis, les États, et les dirigeants des chaînes de télévision.
L'impact de la pandémie est la plus importante de l'industrie télévisuelle américaine, depuis la grève de la Writers Guild of America en 2007–2008, qui avait perturbé presque toutes les productions télévisuelles (en particulier le tournage des séries scénarisées).

## Programmes scénarisés

### Arrêt soudain de la production
La production de nombreuses séries télévisées scénarisées sont affectées par la pandémie. Le 10 mars 2020, la chaine de télévision Fox annonce qu'un membre de la production de l'émission NeXt a été testé positif au Covid-19. La production de la série s'était achevée une semaine avant l'annonce. La série produite par Disney+ Falcon et le Soldat de l'Hiver suspend sa production à Prague, où une semaine de tournage est encore prévue. Le tournage s'est alors poursuivi à Atlanta jusqu'à ce qu'il soit à nouveau arrêté deux semaines plus tard, suite une décision de l'État de Géorgie.
Le 12 mars 2020, Universal Television repousse le tournage des émissions Poupée Russe, Rutherford Falls et Little America. Quelques heures après, NBCUniversal annonce que 35 émissions supplémentaires seraient suspendues, dont certaines émissions non scénarisées. Certaines des programmes tels que les trois séries de la franchise de Chicago ainsi que Law & Order: Special Victims Unit, FBI, New Amsterdam et Superstore voient également leur production suspendue. Superstore a dû modifier sa finale de saison en faisant du 21e épisode de la 50e saison le dernier produit, à la place d'une saison comprenant initialement 22 épisodes. En outre, il a été révélé que la production de Carnival Row qui se déroulait à Prague avait été suspendue. Le même jour, Netflix annonce que la production de la dernière saison de Grace et Frankie serait arrêtée car un certain nombre d'acteurs ont un risque élevé de contracter le virus en raison de leur âge. Le 12 mars 2020 également, ViacomCBS annonce que One Day at a Time serait produite sans public, mais huit jours après, les producteurs exécutifs finissent par suspendre la production. Apple a également suspendu la production de The Morning Show et de Foundation par mesure de précaution. Le lendemain, Apple annonce la suspension de la production de toutes les émissions à venir,,.
Le 13 mars 2020, CBS Television Studios annonce que plusieurs séries verront leur production suspendue, dont toutes les séries faisant partie de la franchise NCIS, Bull, Dynastie, Nancy Drew, Charmed et The Good Fight. La plupart des sitcoms produites par CBS avaient déjà terminé la production. The Neighborhood qui devait filmer sa dernière saison sans public, a finalement choisi de suspendre la production le jour suivant, et de retirer un épisode de la série.
Le même jour, AMC suspend la production de Fear the Walking Dead et deThe Walking Dead. Le 13 mars 2020 également, Warner Bros suspend la production de plusieurs séries, notamment All Rise, Batwoman, Bob Hearts Abishola, Euphoria, The Flash, God Friended Me, Riverdale, Supergirl, Supernatural et Young Sheldon. Enfin, Netflix annonce que la production de tous ses films et séries aux États-Unis et au Canada serait suspendue. La production dans d'autres pays serait évaluée au cas par cas. Avec l'annulation de l'émission par CBS, le dernier épisode de God Friended Me a été modifié en une finale, en incorporant des images d'archives réutilisées d'épisodes précédents et des images de coupe inutilisées qui avaient été enregistrées,.
20th Television et ABC Studios suspendent également la production de plusieurs séries, notamment Empire (mettant fin prématurément à la dernière saison), Pose, Queen of the South, American Housewife, ainsi que Grey's Anatomy et Genius. Le 14 mars 2020, Sony Pictures Television annonce la suspension de la production de plusieurs séries dont The Blacklist et The Goldbergs. La liste noire (un des épisodes de The Blacklist) utilise alors des séquences animées inspirées de Bandes dessinées afin de compléter l'épisode tourné comme un final de saison prématuré.
Le 15 mars 2020, MGM Television révèle qu'elle a suspendu la production de The Handmaid's Tale. Les épisodes filmés seront prêts à être diffusés en 2021. Une autre série produite par Hulu, The Orville, est également suspendue. Last Man Standing, qui avait initialement prévu de filmer sa dernière saison sans public, suspend finalement le tournage. The Orville et Last Man Standing sont parmi les dernières séries télévisées à suspendre leur production. Enfin, NBC retire l'épisode du 7 avril 2020 de sa série dramatique New Amsterdam pour des raisons de sensibilité (car il traite d'une pandémie imaginaire de grippe affectant la ville de New York, un épicentre réel de l'épidémie de Covid-19).
Les feuilletons des trois grands réseaux de télévision suspendent également de nombreuses productions. CBS avec Amour, Gloire et Beauté et Les Feux de l'amour, et ABC avec Hôpital central finissent par manquer d'épisodes à diffuser à la fin d'avril 2020 et à la fin de mai 2020 respectivement. Les chaines rediffusent alors des anciens épisodes de chaque série. Certaines stratégies sont alors utilisées pour rationner les épisodes restants, comme le remplacement des épisodes inédits (habituellement diffusés le vendredi) par des rediffusions. Hôpital Central utilise alors davantage de retours en arrière dans l'intrigue pour augmenter le nombre d'épisodes restants. En revanche, les épisodes de Des jours et des vies diffusés sur NBC, qui sont produits environ huit mois avant leur diffusion, ont toujours de nombreux épisodes en réserve. Le nombre de téléspectateurs des séries américaines augmente grâce aux consignes sanitaires, qui incitent les gens à rester chez eux à partir de fin mars 2020. Amour, Gloire et Beauté et Hôpital Central enregistrent leurs meilleures audiences depuis mars 2018, et Des jours et des vies et Les Feux de l'amour font également leurs meilleures audiences depuis 2019,,,.

### Reprise de la production
Fin avril 2020, Tyler Perry déclare sur le site Deadline Hollywood qu'il prévoyait de reprendre la production de la programmation dans ses studios basés à Atlanta d'ici juin, en testant tous les acteurs et tous les membres de l'équipe sur place, en les confinant dans les logements construits à cet effet sur le site de McPherson pendant la durée de la production (qui, selon Tyler Perry, prend généralement deux semaines et demie pour une saison complète), en les mettant en quarantaine jusqu'à ce que les résultats d'un deuxième test soient reçus, et les testant à nouveau au moins tous les quatre jours par la suite. Perry déclare qu'il avait écrit ses scripts avec un nombre réduit d'employés et de membres de la distribution,.
Le 30 avril 2020, le groupe industriel Film Florida publie une série complète de recommandations et de protocoles de sécurité pour la production cinématographique et télévisuelle, allant des protections sanitaires quotidiennes, à la limitation du nombre d'employés sur place. Il recommande de ne pas partager les microphones et les équipements entre les employés, d'utiliser des protections entre acteurs lors du tournage et d'établir un plan des studios détaillé pour éviter les regroupements inutiles. Le groupe prévoit que les producteurs devront « anticiper les baisses de rythmes dues aux nouvelles procédures » et que « les directives devraient être utilisées conjointement avec les recommandations de l'industrie cinématographique une fois établies ». Le 22 mai 2020, la Géorgie (qui, principalement via la région d'Atlanta, est une importante zone de production télévisuelle et cinématographique) est devenue le premier État à publier officiellement de telles directives, en s'inspirant des conseils des responsables des chaines locales et des studios de production, ainsi que du Film Directives (un référentiel de règles sanitaires) de la Floride.
Le 5 juin 2020, le gouverneur Gavin Newsom annonce que la production cinématographique et télévisuelle en Californie pourrait reprendre à partir du 12 juin 2020, sous réserve de l'approbation des agences de santé publique du comté et après un examen des conditions sur place. Le département de la santé publique de Californie déclare alors que les travailleurs « devraient se conformer aux protocoles de sécurité convenus entre les syndicats et la direction, et qu'ils pourraient être encore modifiés par les agences de santé publique locales ». La directrice de la santé publique du comté de Los Angeles, Barbara Ferrer, déclare initialement qu'elle n'autoriserait pas la reprise de la production cinématographique et télévisuelle en raison d'une augmentation des hospitalisations récentes avant d'annoncer le 10 juin 2020 que la production serait de nouveau autorisées dans le respect stict du cadre règlementaire sanitaire local, à compter du le 12 juin 2020. Ce jour-même, la Directors Guild of America, l'Alliance internationale des employés de la scène théâtrale, la Fraternité internationale des Teamsters et la SAG-AFTRA publient The Safe Way Forward, qui détaille les protocoles de santé et de sécurité pour les productions cinématographiques et télévisuelles. Il oblige à faire des tests réguliers sur acteurs et les membres de l'équipe, à utiliser des décors en lieu clos, des zones d'accès règlementées, à limiter les tournages à dix heures maximum et que les productions disposent d'un superviseur de la sécurité sanitaire sur le plateau en permanence,.
Le 18 juin 2020, Deadline signale que NBCUniversal a démarré un retour progressif au travail dans ses installations, avec l'application de nouveaux protocoles de sécurité. NBCUniversal a également réalisé la production en interne d'équipements tels que des masques et du désinfectant pour les mains via son département Installations et Administration.
Le 17 juin 2020 à Television City, Amour, Gloire et Beauté devient l'une des premières séries télévisées aux États-Unis à reprendre les enregistrements en plateau, bien que la production ait par la suite été ré-interrompue une semaine afin de s'adapter aux modifications de ses protocoles sanitaires. Les scènes sont filmées de manière à permettre une distanciation physique sur le plateau, et les membres de la famille de l'équipe d'acteurs et d'actrices peuvent être utilisés comme remplaçants durant les scènes qui nécessitent une certaine intimité. Le 23 juin 2020, il est rapporté que la reprise du tournage avait été retardée d'un jour, le studio devant changer de fournisseur de test car celui fourni par Television City produit de trop nombreux faux positifs. Amour, Gloire et Beauté commence la diffusion des épisodes le 20 juillet 2020. Hôpital central reprend la production le 22 juillet 2020, les premiers épisodes sortent le 3 août 2020. Le feuilleton de CBS, Les Feux de l'amour, reprend la diffusion de nouveaux épisodes le 10 août 2020. Enfin, Des jours et des vies prévoit de reprendre la production en septembre 2020,.
Le 25 juillet 2020, la série produite par BET de Tyler Perry, Sistas, est l'une des premières séries diffusées aux heures de grande écoute scénarisées aux États-Unis à terminer une saison complète de tournage selon les protocoles de sécurité sanitaire liés au Covid-19. Tyrel Perry déclare qu'il y a eu « quatre cas positifs parmi les figurants et l'équipage », et que « le démarrage de la production avait été retardé en raison de délais dus aux tests des employés ». Alors que Tyrel Perry espérait qu'un vaccin soit bientôt disponible, il explique que « nous sommes prêts sur le long terme, nous pourrions être dans la même situation pendant un an et demi, deux ans, cinq ans peut-être ». La deuxième saison de The Oval est achevée le 14 août 2020.
La reprise de The Good Doctor à Vancouver a été rapidement perturbée par des conflits avec les syndicats au sujet du nombre important de tests exigés par Sony Pictures Television. Sont évoqués les exigences canadiennes qui requièrent 14 jours d'isolement à l'entrée dans le pays, et le taux relativement bas de transmission du Covid-19 dans la province de la Colombie-Britannique à l'époque. Les problèmes de confidentialité liés aux tests des laboratoires privés ont également été sources de conflit. La situation a été résolue mi-août 2020,.
Le 28 décembre 2020, FilmLA publie des extraits d'une lettre envoyée par les responsables du département santé du comté de Los Angeles, recommandant une suspension temporaire de l'activité de production à « risque élevé »  en raison de la « flambée importante » des infections au Covid-19 dans la région. La montée des cas entraîne alors un manque de capacité des unités de soins intensifs des hôpitaux de la région, le gouverneur Newsom fait alors référence à Los Angeles comme « épicentre » du Covid-19 dans le pays. Il demande l'obligation d'une période d'auto-isolement de dix jours pour ceux qui viennent de l'extérieur de Los Angeles. Le 29 décembre 2020, le président et directeur exécutif national de la SAG-AFTRA publie une déclaration indiquant que le syndicat « surveillait de près la récente flambée des cas ». En conséquence, la plupart des grandes productions télévisuelles basées à Los Angeles prolongent la pause dans les productions de la saison des fêtes « au moins jusqu'au 11 janvier 2021, sinon plus tard »,,. Certaines productions ont repris la production vers le 13 janvier 2021.

### Programmation traitant du Covid-19
L'émission pour enfants Sesame Street diffuse deux émissions spéciales d'une demi-heure. La première, Sesame Street : Elmo's Playdate, traite de l'impact de la pandémie sur la socialisation des jeunes. Elle est créée le 14 avril 2020, et diffusé en simultané sur plusieurs réseaux WarnerMedia (y compris HBO, diffuseur de la série depuis 2016) et la chaîne PBS Kids. L'émission spéciale est achetée par la société mère de WarnerMedia et AT&T, et est diffusée sans publicité,. Apple TV+ lance également un spin-off de Fraggle Rock, Fraggle Rock: Rock On!, filmé entièrement à l'aide de smartphones Apple depuis le domicile des acteurs.
La chaine de télévision Nickelodeon commande deux nouvelles émissions, provisoirement intitulées Group Chat: The Show et Game Face. Elle commande également un épisode supplémentaire de Danger Force, pour le diffuser en streaming Web, mais également des podcasts basés sur Bienvenue chez les Loud, Blue et ses amis, Bienvenue chez les Casagrandes et Fais-moi peur !, ainsi qu'une émission autour de son studio d'animation,.
YouTube commande une série à Sinking Ship Entertainment, Locked Down, pour sa marque YouTube Originals.
Le 30 avril 2020, NBC diffuse un épisode unique et produit à distance de sa sitcom Parks and Recreation, A Parks and Recreation Special, avec l'appui de Feeding America.
En mai 2020, la série dramatique de CBS, All Rise, diffuse un épisode d'actualité, Dancing at Los Angeles, en remplacement du dernier épisode de la saison. Il est filmé du domicile des acteurs à l'aide de la vidéoconférence, et représente la Cour supérieure de Los Angeles menant son premier procès virtuel en raison de la pandémie.
Le 22 mai 2020, Mythic Quest : Raven's Banquet d'Apple TV+ publie un épisode spécial filmé à l'aide de smartphones Apple, montrant l'impact de la pandémie sur ses personnages.
Le 17 août 2020, la série pour enfants de PBS, Daniel Tiger's Neighborhood, sort un épisode, Won't You Sing Along With Me?, traitant de la pandémie. PBS produit également des épisodes connexes tournant autour de thèmes tels que les peur des médecins, l'anxiété, les changements à l'école et la sécurité sanitaire,.
La série d'animation de Comedy Central, South Park, diffuse le 30 septembre 2020 une émission spéciale d'une heure, The Pandemic Special, faisant la satire de la pandémie et des conflits raciaux qui ont émergé dans le pays au cours de l'été 2020.
Plusieurs réseaux de diffuseurs ont commandé des séries scénarisées pendant la pandémie, notamment Love in the Time of Corona pour Freeform de Joanna Johnson, l'anthologie de Jenji Kohan Social Distance pour Netflix, de Martin Gero et Brendan Gall's, Connecting pour NBC et une comédie sur le thème du travail à distance en cours de développement par Ben Silverman et Paul Lieberstein qui jouent dans la série traitant du même thème, The Office.
Un certain nombre de programmes ont abordé la pandémie comme un point d'intrigue dans leurs épisodes, comme Black-ish et The Conners, la quatrième saison de The Good Doctor, Superstore (qui se moque des protocoles de sécurité mis en place dans le commerce de détail et de l'image de marque de leurs employés en tant que « travailleurs essentiels »), NCIS: La Nouvelle-Orléans (dont la septième saison traite de la pandémie en Louisiane ), et Bull.

## Programmes non scénarisés

### Arrêt soudain des productions
Mi-mars 2020, Sony Pictures suspend la production de ses jeux télévisés Wheel of Fortune and Jeopardy! (L'animateur de Jeopardy! Alex Trebek a un système immunitaire affaibli en raison de son cancer du pancréas). Parmi les autres productions annulées, on peut citer American Ninja Warrior, Card Sharks, The Price Is Right et The Real Housewives of New Jersey,.
La série de télé-réalité de ABC The Bachelorette est retardé pour sa seizième saison, qui devait être diffusée à partir du 18 mai 2020. Un spin-off rétrospectif, The Bachelor: The Greatest Seasons - Ever!, diffusé le 8 juin 2020, montre les coulisses des saisons passées de The Bachelor et de The Bachelorette. Le 29 avril 2020, Variety reporte la diffusion de la septième saisons du spin-off de Bachelor in Paradise à 2021, et ABC poursuit le tournage de The Bachelorette pendant l'été. ABC avait également prévu de produire The Bachelor Summer Games, mais a suspendu la série peu de temps après le report des Jeux olympiques d'été de 2020 à juillet 2021 (que la série était destinée à concurrencer, tout comme son homologue The Bachelor Winter Games l'avait fait pour les Jeux olympiques d'hiver de 2018).
Prometheus Entertainment (en) a affirmé que ses programmes d'History, Ancient Aliens, Le Mystère d'Oak Island et The UnXplained n'étaient pas concernés par le confinement de Los Angeles car « Les studios de production et les techniciens sont des travailleurs des essentiels ». Le président, Kevin Burns, selon The Hollywood Reporter, a dit aux employés qu'ils devaient « s'en remettre » et qu'ils étaient « hystériques »; l'entreprise exigeait que le personnel se rende au travail jusqu'au 20 mars 2020 au moins.
La série de téléréalité de CBS, The Amazing Race, arrête la production de sa trente-troisième saison fin février 2020, après le tournage des trois premiers épisodes de la saison (qui ont principalement été tournés au Royaume-Uni). La trente-deuxième saison devait être diffusée le 20 mai 2020 (bien que cette saison ait été filmée à la fin de 2018), mais a finalement été repoussée à l'automne 2020,. La production des quarante-et-unièmes et quarante-deuxièmes saisons de Survivor, qui devaient être filmées aux Fidji, respectivement à la fin des mois de mars 2020 et mai 2020, ont été reportées à 2021 (Les Fidji ayant fermé les frontières aux non-ressortissants),. Alors que les producteurs de l'émission voulaient potentiellement commencer la production de la saison quarante-et-une en mai 2020 pour une diffusion à l'automne 2020, cela ne c'est finalement pas fait, et la nouvelle saison de SWAT (initialement prévue pour la mi-saison) a été déplacée vers le programme d'automne 2020 provisoire de CBS en juillet 2020.
La série concours de danse de la Fox, So You Think You Can Dance, devait commencer la production de sa dix-septième saison mi-mars 2020, mais a été reportée le 18 juin 2020. Le 16 février 2021, TVLine rapporte que la Fox et les producteurs de l'émission n'avaient toujours pas l'intention de décaler la saison dix-sept pour le moment,.

### Reprise de la production et modifications apportées
La société de production Fremantle avait initialement annoncé que la quinzième saison de America's Got Talent (diffusé sur NBC), et la saison vingt-deux de Family Feud, seraient filmées sans public. À partir de la semaine du 10 mars 2020, CBS commence à afficher des clauses de non-responsabilité dans le générique de fin de The Price Is Right lors des épisodes enregistrés de fin 2019 à 2020, assurant que les producteurs remplaceront les voyages gagnés par les candidats dans des pays ayant fermé leurs frontières.
La reprise de Who Wants to Be a Millionaire diffusé par ABC est marqué par un enchaînement de tournages de plus de huit épisodes au cours du week-end du 14 mars 2020 (finissant la production un jour plus tôt que prévu). Le programme a été filmé sans public (excepté le personnel présent sur le plateau) ce qui a entraîné le remplacement du joker « Avis du public » par « Avis de l'animateur ». Le nouvel animateur de l'émission, Jimmy Kimmel, affirme alors que son début de carrière à la radio l'a aidé à s'adapter au format du jeu,. La deuxième série d'épisodes, prévue pour l'automne 2020, met à l'honneur un mélange de candidats célèbres et de travailleurs en première ligne de la pandémie.
Après avoir tourné sans public pour certaines auditions, la quinzième saison de America's Got Talent suspend la production à compter du 14 mars 2020. Le tournage des auditions devait initialement se terminer le 20 mars 2020. Pour aider à attirer des candidats supplémentaires, NBC annonce le 1er avril 2020 qu'elle ouvrirait une nouvelle série d'auditions en ligne. Le 27 avril 2020, l'équipe de production décide que la saison serait diffusée le 26 mai 2020 comme prévu,,. L'émission a finalement repris la production en juin 2020 avec une version simplifiée de sa tournée Judge Cuts, à Simi Valley, en Californie, avec des protocoles de sécurité améliorés et des performances réalisées à distance. Les quarts de finale en direct (qui, en raison du format révisé Judge Cuts, comportent quatre manches à la place trois comme lors des saisons précédentes) se sont déroulés à Universal Studios Hollywood plutôt qu'au Théâtre Dolby, avec un mélange de performances préenregistrées et de performances effectuées à divers endroits du parc Universal Studios.
La dix-huitième saison d'American Idol (diffusée sur ABC) devient un format à enregistré à domicile, et débute par le Top 20 le 26 avril 2020, avec des candidats et un jury dirigeant le show depuis leurs domicile,. La dix-huitième saison de The Voice (diffusée sur NBC) fait de même pendant les trois dernières semaines de la saison.
La troisième saison de The Masked Singer (diffusée sur la Fox) a déjà terminé le tournage avant que les restrictions liées à la pandémie n'entrent en vigueur. Des mentions de la pandémie ont été ajoutées en post-production dans les derniers épisodes, comme dans le dialogue de Night Angel faisant référence à l'achat panique de papier toilette. L'avant-dernier épisode, Road to the Finals, comprend également une prestation spéciale de What the World Needs Now Is Love dédiée aux personnels en première ligne de la pandémie, mettant en vedette la candidate de la saison trois Dionne Warwick et les trois finalistes restants. La performance a été filmée après la fin du tournage officiel. La post-production a été réalisée à distance,.
Après une pause préprogrammée, Live PD (diffusé sur A&E) revient le 15 avril 2020 avec une série d'épisodes sur le thème de la pandémie sous le titre Live PD: Special Edition. Ces épisodes sont différents du format habituel du programme (qui suit normalement les patrouilles des policiers en temps réel). Ils montrent l'action du personnel hospitalier face à la Covid-19. Le 10 juin 2020, après avoir été suspendue quatre jours auparavant, et à la suite de manifestations contre le meurtre de George Floyd, l'émission est annulée par A&E et ses producteurs,,,.
La finale en direct de la quarantième saison de Survivor (Winners at War) est diffusée comme prévu sur CBS, mais est enregistrée dans un format à distance avec Jeff Probst grâce à un petit plateau de télévision situé dans son garage,. En février 2021, le ministre fidjien du Commerce, Faiyaz Koya, annonce que la production de la quarante-et-unième saison de l'émission pourrait commencer après avoir été décalée plusieurs fois. La production de la série a repris en mars 2021 avec des protocoles spécifiques pour l'équipe, les candidats et les habitants de l'île des Fidji.
La deuxième saison de Love Island (diffusée sur CBS) devait débuter le 21 mai 2020, mais la production (qui devait avoir lieu aux Fidji) a été suspendue indéfiniment. Le 5 août 2020, CBS annonce que Love Island serait diffusée le 24 août 2020 et se déroulerait à l'hôtel-casino Gansevoort de Las Vegas,. Shark Tank d'ABC a également choisi de filmer sa prochaine saison dans la région de Las Vegas, plutôt que Los Angeles.
Après avoir été retardée, la vingt-deuxième saison de Big Brother (diffusée sur CBS habituellement en juin), Big Brother All-Stars, est diffusée le 5 août 2020. La saison se déroule dans un milieu de vie isolé, et des précautions générales ont été prises par le personnel de production (comme l'utilisation de masques et la limitation de déplacement à des zones spécifiques), tandis que les invités ont été testés et placés en quarantaine avant d'entrer dans la maison Big Brother, et testés chaque semaine. Les spectacles en direct ont lieu sans public,.
Les jeux télévisés ont également adopté des changements similaires, comme des auditions à distance, une réduction du personnel sur place, l'absence de public, la distanciation physique ou d'autres mesures (comme dans Wheel of Fortune qui a introduit des poignées mobiles en forme de casquette, surnommées « la chose blanche » par l'animateur Pat Sajak, pour saisir les poignets de la roue éponyme sans entrer en contact direct avec eux),. Le jeu télévisé 25 Words or Less sépare les candidats des célébrités. L'animatrice Meredith Vieira présente l'émission à distance depuis son domicile à New York. L'émission diffusée sur CBS, The Price is Right, reprend en octobre 2020 pour la quarante-neuvième saison, avec des modifications afin de se conformer aux protocoles de santé et de sécurité. Son émission sœur Let's Make a Deal réduit son public en plateau, et certains participants se filment depuis chez eux.
La Fox reprend la production de son nouveau jeu télévisé musical I Can See Your Voice en août 2020, après la suspension de sa production. Le deuxième épisode du jeu et les autres ont été enregistrés avec seulement quelques employés indispensables et aucun public.
La quatrième saison de The Masked Singer commence la production quelques semaines plus tard. Parmi les changements figure une amélioration des protocoles déjà utilisés pour dissimuler l'identité des interprètes, un déplacement de Television City vers Red Studios Hollywood afin d'avoir une plus grande salle, une utilisation accrue des effets de réalité virtuelle sur scène et l'utilisation de la « mise en quarantaine et de diverses astuces de caméra » pour conserver la présence visible d'un public (y compris l'utilisation de séquences d'archives d'épisodes passés). Le format du jeu est ajusté pour réduire le nombre de fois que chaque candidat doit apparaitre à l'image, et les indices donnés en direct ont été remplacés par des animations pour réduire le nombre de jours de tournage nécessaire. Le producteur exécutif Craig Plestis note que la production est également en mesure de tirer parti de l'expérience de Ken Jeong en tant que médecin et en tant que coproducteur exécutif de I Can See Your Voice, pour sa contribution à leurs protocoles, .
La dix-neuvième saison d'American Idol retravaille également ses auditions préliminaires Idol Across America pour utiliser un format à distance plutôt qu'une tournée nationale (ce qui a également eu pour effet d'améliorer l'accessibilité du processus d'audition). L'émission limite ses audition physique à trois endroits en Californie (Los Angeles, Ojai et San Diego), les auditionnés venant de l'extérieur des régions,. Pour les tournées physiques, l'émission à un public réduit dans une salle plus grande. Un changement est annoncé pour l'épisode du 19 avril 2020, où dix candidats de la saison dix-huit reviennent pour concourir à une place de wild card dans la saison dix-neuf. Cette modification autorise aux candidats de se produire en personne sur la scène American Idol après que la saison précédente a été effectuée à distance ,.

### Programmation traitant du Covid-19
La chaine de télévision TLC lance un spin-off de 90 Day Fiancé, 90 Day Fiancé: Self-Quarantined, le 20 avril 2020, traitant de l'impact de la pandémie sur la série. La série est tournée grâce à la visioconférence. La chaine annonce un nouveau programme, Find Love Live, un jeu visant trouver l'amour en visioconférence, en trois épisodes diffusés le 10 mai 2020. En juin 2020, TLC renouvelle la série avec des épisodes supplémentaires diffusés à compter de fin juin 2020.
Le 7 mai 2020, la Fox lance Celebrity Watch Party, une adaptation américaine en 10 épisodes de la série britannique Gogglebox, où des personnes sont filmées en train de regarder et de discuter des programmes télévisés chez eux,.
Le 11 mai, Food Network créé Amy Schumer Learns to Cook, une émission de cuisine filmée à domicile, avec la comédienne Amy Schumer et son mari Chris Fischer. En juillet 2020, la chaîne créé également un spin-off de Restaurant: Impossible, Back in Business, avec l'animateur Robert Irvine revisitant les restaurants d'épisodes passés pour les aider à s'adapter à l'impact de la pandémie,. Le programme Diners, Drive-Ins et Dives de Food Network est modifié et filmé à domicile en raison de la pandémie, avec Guy Fieri préparant des repas à l'aide d'ingrédients envoyés par des chefs, et des instructions et des commentaires qui lui sont fournis par vidéoconférence.
Le 29 mai, CBS diffuse Haircut Night in America organisée par Jerry O'Connell et Rebecca Romijn, donnant des conseils de coiffure de bricolage.
Le 13 juillet, E! crée Celebrity Call Center, une série montrant des célébrités conversant à distance avec des membres du public.
En novembre 2020, TBS commande une adaptation américaine de The Container Cup, un format belge développé à la suite des confinements, où des célébrités et des athlètes s'affrontent dans des défis sportifs à leur domicile,.

## Talk-shows et programmes de variétés
Les 10 et 11 mars 2020, un certain nombre de talk-shows annoncent qu'ils commenceraient à tourner sans public en studio, en journée (comme Live with Kelly and Ryan de Walt Disney Television, Strahan, Sara & Keke, The View), comme en fin de soirée,,,. À partir du 12 mars 2020, un certain nombre de talk-shows, y compris ceux qui avaient auparavant prévu de filmer sans public, annoncent qu'ils stopperaient entièrement leur production. The Late Show with Stephen Colbert (diffusé sur CBS) et The Tonight Show Starring Jimmy Fallon (diffusé sur NBC) avaient déjà prévus d'interrompre les programmes fin mars 2020. The view a continué la production, mais Joy Behar, et plus tard Whoopi Goldberg, ont commencé à apparaître à distance en raison de problèmes de santé, et la série est complètement filmée à distance à partir du 17 mars 2020,.
Le 12 mars 2020, The Late Show, The Tonight Show et Jimmy Kimmel Live! (diffusés sur ABC, avec l'animateur Pete Buttigieg) ont tous diffusé un dernier épisode en studio sans public, tandis que Late Night with Seth Meyers (diffusé sur NBC) annule son épisode après que ses invités aient refusé d'y assister. La séquence A Closer Look a cependant été postée sur la chaîne YouTube de l'émission,. Last Week Tonight (diffusé sur HBO) n'est plus tourné sur le plateau habituel en raison de la fermeture du CBS Broadcast Center pour désinfection. L'animateur John Oliver annonce alors que l'émission serait interrompue.

### Modification des programmes
À la suite des suspensions, certains animateurs de fin de soirée tels que Stephen Colbert, Jimmy Fallon, Jimmy Kimmel et Seth Meyers commencent à produire des vidéos d'actualité pour YouTube depuis leur domicile, avec monologues et les interviews de célébrités réalisées par vidéoconférence. Bien que principalement distribué sur des plates-formes telles que YouTube, du 16 au 18 mars 2020, CBS diffuse les vidéos de Stephen Colbert à la télévision pour augmenter l'audience de The Late Show, tandis que NBC diffuse de la même manière les vidéos de Jimmy Fallon à compter du 18 mars 2020,,,.
La semaine suivante, NBC annonce qu'elle continuerait et étendrait le format At Home Edition de Jimmy Fallon (avec de nouvelles séquences), tandis que plusieurs autres talk-shows d'actualité, comme The Daily Show (diffusé sur Comedy Central et nommée The Daily Social Distancing Show), Full Frontal avec Samantha Bee (diffusé sur TBS), Last Week Tonight et les autres séries de HBO comme Real Time avec Bill Maher, annoncent qu'ils reviendraient également à l'antenne cette semaine avec des épisodes filmés à domicile. Le Late Show annonce le 25 mars 2020 qu'il reviendrait avec un format similaire à partir du 30 mars 2020 pendant que Jimmy Kimmel Live! annonce une décision similaire le 27 mars 2020 (ce qui en fait le dernier des trois grands shows de fin de soirée à faire une telle transition). Le programme de fin de soirée Lights Out avec David Spade, diffusé sur Comedy Central, est suspendu, puis annulé par la chaine en raison d'une faible audience (après quoi, The Daily Show est réduit à 45 minutes d'émission à partir du 27 avril 2020).
Un certain nombre de talk-shows diffusés en journée ont adopté un format similaire, notamment The Ellen DeGeneres Show, The View et The Talk. Après une émission spéciale aux heures de grande écoute le 30 mars, The Late Late Show revient à l'antenne avec un format similaire le 13 avril 2020, James Corden présentant le programme depuis son garage.
La série de fin de soirée diffusé sur NBC, Saturday Night Live, suspend la production le 16 mars 2020, avant de revenir avec un épisode tourné à domicile le 11 avril 2020, contenant des sketchs et des performances musicales enregistrées ou produites à distance depuis les maisons des membres de la production et des musiciens, et animé par l'acteur Tom Hanks, alors atteint du Covid-19,. Après être devenu le deuxième épisode le plus vu de la saison, NBC annonce qu'un deuxième épisode avec un format similaire serait diffusé le 25 avril 2020. La finale de la saison tourné à domicile est diffusée le 9 mai 2020, animée par Kristen Wiig.
L'émission annuelle spéciale diffusée sur PBS, Independence Day A Capitol Fourth, est annulée et remplacée par des séquences préenregistrées en l'honneur du quarantième anniversaire du programme, du personnel soignant en première ligne et de la communauté Afro-Américaine), bien que le feu d'artifice de Capitol Hill à Seattle soit quand même diffusé en direct. Le spectacle des feux d'artifice du 4 juillet 2020 diffusé sur NBC s'appuie également sur des spectacles enregistrées à partir de divers endroits (comme le Grand Ole Opry et les studios d'enregistrement Prairie Sun). Les feux d'artifice sont lancés à partir de différents endroits des arrondissements de New York sur plusieurs nuits (l'emplacement de chaque nuit étant seulement révélé peu de temps avant le lancement pour éviter les rassemblements), qui ont ensuite été assemblées pour être diffusé,,.
A Little Late with Lilly Singh diffusé sur NBC avait déjà tourné l'intégralité de sa première saison fin 2019, avec des épisodes originaux disponibles jusqu'en mai 2020. NBC renouvelle la série pour une deuxième saison le même mois,. À cette époque, l'animatrice Lilly Singh enregistre les émissions à domicile avec des interviews à distance plutôt qu'en studio comme auparavant. Durant de la première de la saison, Lilly Singh avoue que certains téléspectateurs ont exprimé des inquiétudes sur les réseaux sociaux quant aux raisons pour lesquelles l'émission diffusait toujours des épisodes inédits avec un public en plateau. En effet, le public ne savait pas que les épisodes avaient été filmés en 2019.

### Retour en studio
Le 6 juillet 2020, après avoir été modifié en format à domicile, Conan diffusé sur TBS devient la première émission américaine de fin de soirée qui commence à diffuser des épisodes en extérieur, avec l'animateur Conan O'Brien présentant le programme depuis le Coronet Theatre, à Los Angeles, avec un personnel réduit. Le programme continue d'utiliser des interviews à distance et est filmé sans public,.
Le 13 juillet 2020, The Tonight Show devient le premier talk-show de fin de soirée aux États-Unis à revenir aux enregistrements en studio (bien que tournée dans le studio 6A de NBC Studios plutôt que dans le studio 6B, où l'émission était habituellement filmée), avec une équipe réduite et sans de public, ni interviews. Le programme accueille sa première performance musicale depuis le studio 6A le 11 août 2020, avec Trey Anastasio interprétant une chanson de son album Lonely Trip
 avec le groupe The Roots,.
Le 6 août 2020, CBS annonce que ses émissions de fin de soirée reviendraient en plateau sans public à partir du 10 août 2020. Le Late Show est filmé du théâtre Ed Sullivan en utilisant un mobilier plus petit calqué sur le bureau personnel de Stephen Colbert, tandis que The Late Late Show revient à une version en studio normal (avec le canapé remplacé par un seul fauteuil pour James Corden, et sans public),,,. Usher est le premier invité en personne de l'émission depuis le début de la pandémie. L'interview a d'abord été présenté comme une interview à distance, mettant en vedette une parodie de My Boo avec James Corden intitulée My Zoom, avant qu'Usher ne sorte soudainement des coulisses. Le 14 septembre 2020, James Corden présente temporairement l'émission de chez lui, pour s'auto-isoler en raison d'une possible exposition au Covid-19. Le reste du personnel reste en studio, avec James Corden apparaissant sur scène via un écran posé sur son bureau.
Le Jimmy Kimmel Live! reprend la production au temple maçonnique d'Hollywood lorsque Jimmy Kimmel revient de ses vacances d'été le 21 septembre 2020. Le Live with Kelly et Ryan reviens également en studio pour sa nouvelle saison, en utilisant un bureau plus large pour assurer une distance entre Kelly Ripa et Ryan Seacrest, mais l'écran est partagé en deux pour les faire paraître plus proches les uns des autres.
Saturday Night Live revient en studio pour la saison quarante-six (qui a débuté le 3 octobre 2020). Le producteur exécutif Lorne Michaels déclare qu'il est prévu d'avoir un public limité. Pour se conformer aux directives de l'État de New York, chaque membre du public reçoit 150 dollars d'Universal Television afin qu'il soit techniquement considéré comme faisant partie de la distribution et de l'équipe de production.
En janvier 2021, Jimmy Kimmel Live et The Late Late Show annoncent qu'ils reviennent temporairement au format à domicile, conformément aux recommandations émises par le département de la santé publique du comté de Los Angeles.
Le 22 mars 2021, The Tonight Show revient au studio 6B pour la première fois depuis le 12 mars 2020, avec un public réduit composé de 58 travailleurs hospitaliers, ce qui en fait le premier talk-show à autoriser un public. Jimmy Fallon déclare que de revoir le public pour la première fois en plus d'un an ressemblait à « se produire au Madison Square Garden à guichets fermés ».

### Nouvelle programmation

#### Nouveaux programmes de variété
Diverses émissions spéciales mettant en avant des musiciens jouant à leur domicile ont émergé, comme le iHeart Living Room Concert for America de la Fox (diffusé à la place des iHeartRadio Music Awards 2020 simultanément par les stations de radio IHeartMedia et les chaînes câblées de la Fox Corporation),, une émission spéciale de CBS avec Garth Brooks et Trisha Yearwood, ACM Presents: Our Country (un programme multi-artistes diffusé à la place des ACM Awards, également sur CBS), The Disney Family Singalong (diffusé sur ABC le 16 avril 2020, qui présente des spectacles de karaoké de franchises Disney avec des invités célèbres), Together at Home (diffusé le 18 avril 2020 sur plusieurs réseaux ABC, CBS, NBC et divers autres réseaux câblés et services de streaming), Saturday Night Seder (diffusé en direct le 11 avril 2020) et Saving Our Selves (diffusé sur BET le 22 avril 2020, sur l'impact de la pandémie sur les communautés afro-américaines ),.
Le 16 mai 2020, les principaux réseaux de télévision et diffuseurs de vente diffusent simultanément Graduate Together: America Honors the High School Class of 2020, un programme national spécial honorant les étudiants diplômés.

#### Nouveaux talks-shows
AMC crée le 17 avril 2020 un nouveau talk-show hebdomadaire, Friday Night In with The Morgans, animé par Jeffrey Dean Morgan (de la série diffusée sur AMC The Walking Dead) et son épouse Hilarie Burton depuis leur ferme à New York, avec des interviews à distance et d'autres séquences traitant de la pandémie. Le 4 mai 2020, AMC commande des épisodes supplémentaires de la série,.

## Impact du Covid-19 sur la programmation
Au début des restrictions liées au Covid-19, les diffuseurs sont contraints de d'utiliser leurs inventaires restant de programmes qui n'avaient pas encore diffusés et les épisodes déjà terminés des séries dont la production avait été interrompue.
En raison de facteurs tels que la nécessité de rationner les séries qui ont déjà terminé leur production, certains programmes voient leurs horaires de diffusion modifiés (par exemple, le remplacement des doubles diffusions par des épisodes uniques), retardés ou divisé en plus petits épisodes,.
En mai 2020, ABC et CBS remplissent une partie de leur grille de programmation avec des films de leur société mère. CBS diffuse alors CBS Sunday Night Movies le dimanche soir (avec des films de Paramount Pictures), et ABC annule Le monde merveilleux de Disney pour diffuser une série Pixar, des studios d'animation Walt Disney et des films de Marvel Studios les mercredis soirs,.
Il a été révélé en avril 2020 que les principaux réseaux de diffuseurs avaient élaboré des plans d'urgence en cas de perturbations prolongées (surtout si elles devaient avoir un impact sur les séries d'automne pour la saison télévisée 2020-2021), dont la possibilité de remplir les grilles de diffusion avec des séries normalement diffusées sur les réseaux câblés, ou l'importation de nouveaux programmes d'autres pays comme le Canada.

### Impact sur la saison 2020-2021
La plupart des séries inédites d'automne sont diffusées normalement de mi-septembre à fin octobre. En raison de retards de production, les trois grands réseaux de diffuseurs ont reporté la diffusion des séries inédites dans l'année 2020, mais sans aucune date précise,,. Avec la reprise régulière de la production, les réseaux de diffuseurs commencent à fixer des dates précises de fin octobre 2020 à mi-novembre 2020,,. Une partie de la programmation d'automne de NBC, ainsi que toute la programmation d'automne scénarisée de la Fox et The CW, est repoussée à la mi-saison de 2021,.
En raison de leur délai de réalisation plus rapide que les séries scénarisées, la production de programmes non scénarisés (comme les jeux télévisés et les émissions de téléréalité) a été accélérée par les diffuseurs pour combler les trous de leurs grilles de programmation,. En raison des diffusions retardées et des coûts de production accrus liés aux protocoles de sécurité requis, les séries dramatiques scénarisées ne sont pas diffusés en intégralité. CBS réduit alors les commandes d'épisodes de séries dramatiques et de sitcom à CBS Studios à 16 ou 18 épisodes en octobre 2020 et négocie des réductions similaires pour les séries d'autres studios.

#### ABC

Logo d'ABC.

Les dates des diffusions inédites sont annoncées par ABC le 17 septembre 2020, à partir d'octobre 2020 pour les séries de téléréalité telles que The Bachelorette, Dancing with the Stars et Shark Tank, et les jeux télévisés (comme Celebrity Family Feud, Press Your Luck et Match Game, Supermarket Sweep, Card Sharks et Who Wants to Be a Millionaire?). Les sitcoms sont annoncées pour fin octobre 2020, et certaines séries dramatiques (comme la nouvelle série Big Sky) pour mi-novembre 2020. La série Stumptown est annulée par le réseau et remplacé par For Life.
The Bachelor, Mixed-ish, The Rookie, ainsi que la nouvelle série Call Your Mother, sont annoncées pour janvier 2021. ABC programme plusieurs nouveaux jeux télévisés dans sa grille hivernale, notamment une nouvelle saison de To Tell the Truth et un bloc Winter Fun & Games le jeudi soir (issu de son bloc d'été Sunday Fun & Games) et des nouvelles séries comme Celebrity Wheel of Fortune, The Chase et The Hustler (dont la production avait débuté fin 2019),,.

#### CBS

Logo de CBS.

CBS décale la saison trente-deux de The Amazing Race à l'automne, remplacée sports Game On!. Le président de CBS Entertainment, Kelly Kahl, explique qu'ils espéraient que leurs programmes scénarisés reviennent en production « à un moment donné cet été », et qu'ils pourraient avoir « la plupart sinon la totalité de ces émissions à un moment donné vers l'automne » ,. Le 13 juillet 2020, CBS programme SWAT pour remplacer Survivor, qui n'a pas pu reprendre la production à temps.
Le 26 août 2020, CBS annonce la rediffusions de certaines séries, telles que la quatrième saison de Au fil des jours et la première saison de Star Trek: Discovery, permettant de faire la promotion de la troisième saison à venir. Le tournage est achevé en février 2020, (la post-production est alors effectuée à distance), et achète la série Manhunt: Deadly Games (achetée à Charter Communications) pour compléter son programme de fin d'été/début d'automne 2020.
CBS annonce 17 septembre 2020 que Sunday Night Movies (que CBS avait présenté en mai 2020 comme un programme temporaire pour remplir les grilles horaires) serait diffusé pendant six semaines jusqu'en octobre 2020, pour remplir les grilles horaires jusqu'à ce que sa programmation scénarisée soit prête.
La programmation automnale de CBS est annoncé le 13 octobre 2020. Elle débute avec les sitcoms Mom, Young Sheldon et la nouvelle série B Positive le 5 novembre 2020, NCIS : Los Angeles et NCIS : Nouvelle-Orléans le 8 novembre 2020 (le créneau de 22 h étant alors occupé par des rediffusions), SWAT le 11 novembre 2020, The Neighborhood, Bob Hearts Abishola et All Rise le 16 novembre 2020 et NCIS le 17 novembre 2020. CBS programme plusieurs épisodes aux heures de grande écoute de ses jeux télévisés The Price is Right et Let's Make a Deal.
Enfin, CBS programme Clarice, The Equalizer et une nouvelle saison de Tough as Nails pour sa programmation de février 2021.

#### Fox

Logo de la Fox.

La Fox annonce sa programmation d'automne 2020 en mai 2020, en reportant la plupart de ses programmes en direct à la mi-saison (des séries animées telles que Les Simpson pouvant être facilement produites à distance). Les nouvelles séries d'été Filthy Rich et neXt sont repoussés à l'automne 2020. La quatrième saison de The Masked Singer est remplacée le mercredi soir par une nouvelle saison de MasterChef Junior
, tandis que la Fox achète des programmes comme Los Angeles : Bad Girls (une série initialement détenue par Charter) et Cosmos: Nouveaux Mondes (de l'ancien réseau sœur National Geographic, qui a été créé sur cette chaîne plus tôt dans l'année). Les jeudis et vendredis sont remplis par Thursday Night Football et WWE SmackDown,.
En août 2020, la Fox repousse MasterChef Junior et le remplace par I Can See Your Voice, un nouveau jeu télévisé musical dont la production a repris en août 2020,. Pour sa programmation hivernale, la Fox achète The Masked Dancer, qui a été tourné en Australie (qui a eu une gestion de la pandémie plus libre que les États-Unis) avec des Américains expatriés comme candidats.

#### NBC

Logo de NBC.

NBC annonce le 14 mai 2020 qu'elle vient d'acheter la série médicale canadienne Transplant. Au Canada, où la série a été diffusée à la mi-saison sur CTV, Transplant a été la production nationale la plus regardée,.
Une programmation provisoire pour l'automne 2020 a été dévoilée en juin 2020, avec une seule nouvelle série prévue (Law & Order: Special Victims Unit, un spin-off de Law & Order: Organized Crime), et sans date spécifique annoncée. En août 2020, NBC décide de remplacer New Amsterdam par Transplant pour une diffusion à compter du 1er septembre 2020 et annonce que la douzième saison de American Ninja Warrior (qui a été filmée au Dome à Saint-Louis de fin juin à mi-juillet) serait diffusée à partir du 7 septembre 2020.
Le 27 août 2020, NBC annonce les dates de diffusion d'un certain nombre de séries, y compris une reprise du jeu Weakest Link organisé par Jane Lynch pour le 28 septembre 2020, la nouvelle sitcom tournée par vidéoconférence Connecting le 1er octobre 2020, la quatrième saison d'Ellen's Game of Games le 6 octobre 2020, la saison dix-neuf de The Voice le 19 octobre 2020, Superstore le 22 octobre 2020, et The Blacklist, la franchise de Chicago, Law & Order SVU et This Is Us au cours de la semaine du 9 novembre 2020. Brooklyn Nine-Nine, Law & Order: Organized Crime, Manifest et New Amsterdam, entre autres, sont reportés à la mi-saison suivante.
Le 9 septembre 2020, NBC décale Le Maillon faible aux mardis soir avec une première diffusion le 29 septembre 2020, remplacé par un deuxième épisode inédit de Dateline les lundis soir du 21 septembre 2020 au 12 octobre 2020. 23 septembre 2020, NBC reporte This Is Us au 27 octobre 2020, le créateur de la série Dan Fogelman déclarera plus tard que la décision venait de son désir de diffuser les deux premiers épisodes avant le jour des élections. Le jour suivant, Connecting est repoussée au 8 octobre 2020 et Superstore au 29 octobre 2020.
En novembre 2020, NBC annule Connecting, les épisodes restants seront diffusés en streaming uniquement sur Peacock,. Le 10 novembre 2020, NBC achète une série médicale canadienne, Nurses. La mi-saison est composé de Mr. Mayor, du retour de The Wall, Zoey's Extraordinary Playlist en janvier 2021, de Kenan et de Young Rock en février 2021, New Amsterdam, la saison vingt de The Voice, et la nouvelle série débris en mars 2020.

#### CW

Logo de CW.

CW a reporté la plupart de ses programmes originaux d'automne à janvier 2021. La seconde moitié de la dernière saison de Supernatural (qui avait été reportée à l'automne 2020 en raison de la pandémie) est remplacée par plusieurs acquisitions, de séries non scénarisées, telles que les nouvelles saisons de The Outpost, Pandora, Penn & Teller: Fool Us, Two Sentence Horror Stories, Whose Line Is It Anyway?, et la nouvelle série World's Funniest Animals. La chaine a également acheté des séries à CBS et à des services de streaming comme WarnerMedia, CBS All Access (Tell Me a Story) et DC Universe Infinite (Swamp Thing), et a importé des séries du Royaume-Uni et du Canada telles que Being Rueben, Coroner, Dead Pixels, Devils, Fridge Wars, Killer Camp et Taskmaster (bien que Taskmaster soit finalement annulée en raison du faible nombre de téléspectateurs),,,,.
Bon nombre des programmes de CW sont tournés au Canada, où la pandémie est relativement moins importante qu'aux États-Unis.

## Journaux télévisés

### Modification de la programmation
Les journaux télévisés et les chaînes d'information pratiquent la distanciation physique sur le plateau, le travail à distance, et une utilisation accrue des interviews à distance afin de se conformer aux directives du CDC. Les journaux télévisés locaux ont fait face à des changements similaires, les chaines limitent les bulletins d'information à un présentateur seul (ou deux avec une distanciation physique) et les salles de rédaction font appel à un personnel réduit. Les présentateurs des chaines locales commencent alors à travailler à domicile ou avec un nombre minimal d'employés en studio. Certains présentateurs météo étaient déjà équipés pour couvrir un évènement depuis leur domicile en cas de météo violente pendant la nuit si personne d'autre n'est présent au studio,,.
Le 15 mars 2020, un débat pour les primaires présidentielles démocrates de 2020 a lieu entre l'ancien vice-président Joe Biden et le sénateur Bernie Sanders. Après avoir initialement eu l'intention de tourner l'événement à Phoenix, en Arizona, sans public ni presse extérieure, le débat est finalement tourné au bureau de CNN à Washington DC pour réduire les déplacements inutiles,. C'était finalement le seul débat pendant la pandémie, car Joe Biden a été désigné comme représentant des démocrates peu de temps après. Joe Biden a ensuite fait quelques apparitions dans les médias et des réunions depuis son domicile dans le Delaware par vidéoconférence,.
Deux des trois grands shows matinaux, ABC avec Good Morning America et NBC avec Today continuent d'avoir des tournages en studio à New York, bien que certains tournages aient été temporairement fait à domicile, comme Today's présenté par Al Roker et Craig Melvin (par précaution après qu'un membre du personnel a été testé positif avec des symptômes bénins),, et GMA présenté par Robin Roberts (à titre de précaution en raison de problèmes de santé) et George Stephanopoulos,.
Le 11 mars 2020, l'installation du CBS Broadcast Center à New York est fermée pour désinfection à la suite de deux cas positifs à la Covid-19 parmi les employés, ce qui a conduit CBS This Morning à être enregistré sur le plateau de CBS Evening News à Washington DC, et aux bulletin d'information new-yorkais de CBS, WCBS-TV, à être réalisé à distance depuis les studios de ses chaînes sœurs en Californie. Bien que rouvert le 13 mars 2020,, le plateau a été fermé une nouvelle fois le 18 mars 2020. CBS This Morning est alors réalisé sur le plateau de The Late Show au Ed Sullivan Theatre, avant de repasser en format à distance lors de l'augmentation des cas dans la région. Les programmes de CBS News (comme CBS Weekend News ) sont alors diffusés par CBS O&Os, et les journaux télévisés de WCBS-TV sont diffusées par la station de Los Angeles, KCBS-TV,,,.
Le journal télévisé produit par WCBS sur WUPA (une filiale de CBS détenue par CW à Atlanta) a également été suspendu en raison de la fermeture du CBS Broadcast Center. De fin mars 2020 à début août 2020, le bulletin d'information classique est remplacé par une diffusion en direct du bulletin d'information de 22 heures produit par la station sœur CBS à Boston. Cette configuration est maintenu jusqu'au 11 août 2020, lorsque le bulletin de WUPA reprend à la station de CBS Fort Worth,.
Le 22 juin 2020, avec la levée des restrictions à New York, CBS This Morning retourne dans son studio au CBS Broadcast Center, avec un personnel réduit et au moins un présentateur travaillant à domicile en cas d'urgence. L'émission du matin de Fox News Channel, Fox & Friends, reprend également la production en studio, avec une distanciation sociale sur le plateau.

### Programmes liés à la pandémie
Au fur et à mesure que la crise s'intensifie, les journaux télévisés commencent à accroître leur couverture du sujet. Fox News Channel ajoute davantage de séquences d'actualités en direct (comme Fox News@Night à 1h du matin tous les jours, et un nouveau programme de nuit présenté par Trace Gallagher), tandis que Fox Business supprime la plupart de ses émissions aux heures de grande écoute afin de couvrir davantage le sujet de la crise sanitaire,.
ABC remplace son émission-débat Strahan, Sara et Keke, par Pandemic: What You Need To Know, une émission spéciale produite par ABC News Live, animée par Amy Robach. En raison de la suspension de Jimmy Kimmel Live!, ABC rétabli temporairement son ancien magazine d'actualités en fin de soirée, Nightline, à 23h35, du 17 mars 2020 au 10 avril 2020 dédié exclusivement à la couverture de la crise sanitaire. Avec Jimmy Kimmel Live! raccourci à une demi-heure pour ses épisodes réalisés à domicile, Nightline débute alors à 00h05,,.
Bien que Pandemic: What You Need To Know ait été normalement un programme remplaçant de Strahan, Sara et Keke, le programme reste à l'antenne indéfiniment. Plusieurs mois plus tard, il a été discrètement renommé GMA3: Ce que vous devez savoir (GMA signifiant Good Morning America), et a été élargi pour inclure d'autres sujets d'actualité sans rapport avec le Covid-19. TJ Holmes devient co-présentateur en septembre 2020. En juillet 2020 et août 2020, New York Post et la co-animatrice Keke Palmer annoncent que Strahan, Sara et Keke avait été annulé par ABC, malgré l'absence de déclaration officielle sur l'avenir du programme,,,.
La plupart des stations détenues et exploitées par NBC prolongent leurs bulletins d'information de fin de soirée à une heure complète du 16 au 27 mars 2020. Le réseau espagnol de NBC, Telemundo, avance son programme sportif de fin de soirée Titulares y Más pour diffuser un nouveau bulletin d'information, Noticias Telemundo, en fin de soirée, nommé Coronavirus: Un Pais en Alerta (Coronavirus: A Nation On Alert), tout en prolongeant temporairement son journal du matin, Un Nuevo Día de 90 minutes, son bulletin d'information de midi, Noticias Telemundo Mediodía d'une demi-heure supplémentaire, et son magazine d'information de l'après-midi Al Rojo Vivo d'une heure, à la place de telenovela et des programmes de divertissement,.
Le 26 avril, Netflix diffuse une série d'interviews qui avait été tournée pré-Covid-19, avec pour thème les pandémies en général.

### Mise en quarantaine de cas positifs
Les entreprises du secteur des médias sont également confrontées à l'impact direct de la pandémie. Plusieurs correspondants ont été diagnostiqués positifs, comme le correspondant étranger de CBS News Seth Doane, en quarantaine à Rome,, le correspondants d'ABC News, Kaylee Hartung, en quarantaine à Los Angeles, et George Stephanopoulos (qui l'a contracté de manière asymptomatique par sa femme Ali Wentworth, déjà en quarantaine dans leur maison de New York),, ou encore Chris Cuomo, Brooke Baldwin et Richard Quest.

## Sports

### Arrêts des évènements sportifs
La suspension de presque toutes les ligues et compétitions sportives en raison de la pandémie a entraîné des difficultés pour les diffuseurs, car le sport rassemble un grand nombre de téléspectateurs et des revenus publicitaires élevés,. Les événements les plus importants représentent un investissement majeur de la part des diffuseurs. En 2019, le marché total des droits médias sportifs aux États-Unis était estimé à 22 420 000 000 dollars, soit 44 % du total international,,. Par exemple, CBS Sports et Turner Sports dépensent 785 000 000 dollars par an pour diffuser le tournoi de basketball masculin de la première division de la NCAA, dont l'édition 2020 a été annulée seulement six jours avant son début prévu. En 2019, une publicité de 30 secondes pendant le championnat national sur CBS coûte environ 1 500 000 dollars. Le contrat sportif de CBS et Turner représente près de 72% des revenus annuels de la NCAA.
Au début de la pandémie, la National Basketball Association et la Ligue nationale de hockey approchaient de leurs Play-offs respectives, la Major League Soccer avait déjà commencé sa saison régulière depuis deux semaines, la Major League Baseball était proche du début de sa saison, CBS Sports devait démarrer la diffusion peu après les événements de printemps tels que le Tournoi des Masters, et NBC Sports approchait également de sa programmation de printemps (comme la saison de championnat NBC Sports), le Kentucky Derby, Indianapolis 500, l'Open de France et les séries éliminatoires de la Coupe Stanley de la LNH sont toutes reportées. Les analystes estiment alors qu'un report ou une annulation des Jeux olympiques d'été de 2020 aurait un impact majeur sur NBCUniversal, en raison des frais importants qu'il avait payés pour les diffuser, de son vaste programme publicitaire planifié (NBC avait déjà annoncé qu'il avait vendu 1 200 000 000 dollars de publicité pour les jeux), ainsi que de l'utilisation intensive des diverses annonces de NBCUniversal pour promouvoir les jeux olympiques. NBC avait prévu d'utiliser les jeux pour soutenir le lancement en juillet 2020 de sa nouvelle plate-forme de streaming Peacock. Le 24 mars 2020, il a été annoncé que les jeux seraient reportés à 2021,,.
Les réseaux câblés sportifs modifient alors leurs grilles horaires en raison du manque de programmes à diffuser en direct, rediffusent des événements sportifs passés et d'autres programmes originaux, et réduisent le nombre de programmes en studios,,. La seule exception est la National Football League, dont la saison 2019 était déjà terminée début février 2020. La flambée de la pandémie en Amérique du Nord coïncide à peu près avec le début des activités hors saison, telles que la période des agents libres, et le rattrapage de la NFL 2020, qui s'est déroulé comme prévu, mais sans public, et commenté à distance,,,.
ESPN achète des rediffusions de plusieurs éditions récentes à la WWE de WrestleMania 36, qui a également été affecté par la pandémie, pour les diffuser sur ESPN2 le 22 mars 2020 .
Les chaînes sportives régionales sont également touchées. La vente des droits de diffusion de sports régionaux constitue une source essentielle de revenus pour de nombreuses chaines sportives. Durant la suspension des évènements sportifs, les ligues accordent à RSN un accès plus facile aux archives pour aider à remplir les grilles de programmes, et certains réseaux commencent à programmer de matchs contre des adversaires que leur équipe aurait disputés si la saison avait continué à jouer normalement,,.

### Modification de la programmation

#### Lutte professionnelle

Logo de la WWE.

La lutte professionnelle est l'un des rares sports aux États-Unis à continuer de diffuser relativement normalement pendant la pandémie. La WWE suspend la diffusion des combats en arène de son émission hebdomadaire Raw (diffusé sur USA Network) et SmackDown (diffusé sur la Fox) à partir du 13 mars 2020, pour poursuivre les combats dans un studio fermé de son centre de formation WWE Performance Center à Orlando, sans public et avec peu de personnel,. Le programme pay-per-view phare de la WWE, WrestleMania 36, initialement diffusé depuis Raymond James Stadium à Tampa, se déroule finalement dans les mêmes conditions (avec deux matchs « cinématiques » tournés dans un deuxième lieu d'Orlando et au siège de la WWE à Stamford),. Du début de la WrestleMania jusqu'au 10 avril 2020, la WWE utilise un format préenregistré pour ses programmes, avant de revenir en direct le 13 avril 2020,. WWE NXT est diffusé en direct dans des conditions similaires, à l'Université Full Sail de Winter Park . Les matchs initialement destinés à être diffusés dans l'émission NXT TakeOver : Tampa Bay (une émission spéciale de WWE Network) sont annulés et reprogrammés en avril 2020.
Le 9 avril 2020, le gouvernement de Floride décide de confiner l'État, mais autorise par exception le personnel d'une « production sportive et médiatique professionnelle » à continuer de travailler. Le maire du comté d'Orange, en Floride, Jerry Demings, déclare plus tard que l'exception était principalement destinée à la WWE. Le gouverneur Ron DeSantis, n'exclue cependant par son application par d'autres organismes sportifs,,. Tous les programmes pay-per-views de la WWE jusqu'en août 2020 sont donc diffusés en direct depuis le Performance Center mais les chaines continues à inclure des séquences pré-filmés et « cinématiques » occasionnellement, comme dans l'émission Money in the Bank,, Backlash et Extreme Rules,.
La chaîne All Elite Wrestling déplace son programme hebdomadaire Dynamite à l'amphithéâtre du Daily's Place à Jacksonville le 18 mars 2020 pour deux semaines. Bien que fermé au grand public, certains artistes sont présents à l'événement. L'émission est ensuite transférée à la One Fall Power Factory, une école de formation à la lutte à Norcross en Géorgie, qui appartient au producteur d'AEW, Michael Cuellari pendant trois jours à partir du 31 mars 2020, date de l'enregistrement des épisodes de Dynamite, Road to Double or Nothing d'AEW.L'AEW retourne ensuite au Daily's Place le 6 mai 2020 pour tourner des épisodes de Dynamite (certains jours comportent alors deux tournages en une seule journée) et déplace le programme pay-per-view, Double or Nothing le 23 mai 2020 au MGM Grand Garden Arena de Las Vegas,. La WWE ajoute des talents de NXT en tant que public sur le plateau à partir du 25 mai 2020. Ils sont alors espacés et placés derrière des vitres,.
Le 12 août 2020, AEW invite 150 personnes, membres de la famille et certains fans sélectionnés à assister à un enregistrement de Dynamite dans le cadre d'une expérience pour tester un éventuel retour du public. Le 20 août 2020, AEW annonce qu'elle commencerait à vendre des billets pour le Daily's Place avec une capacité de 10 % à 15 % de la capacité normale, à partir du 27 août 2020. À partir du 21 août 2020, la WWE déplace ses principales émissions hebdomadaires et son pay-per-view (dont le SummerSlam) du Performance Center au Amway Center avec une plus grosse émission (sous le nom WWE ThunderDome) et un public virtuel,.
En octobre 2020, pour le NXT TakeOver: 31, NXT et WWE 205 Live déménagent du Full Sail au Performance Center dans une arène reconfigurée sous le nom de Capital Wrestling Center (un hommage à la Capitol Wrestling Corporation, précurseur de la WWE actuelle), avec un public virtuel (similaire au ThunderDome) et certains invités sur place (amis et famille, ainsi que quelques spectateurs extérieurs). Il a été révélé que ce changement était dû à des conflits logistiques avec Full Sail qui ont empêché la WWE de poursuivre la production normalement,.

#### Reprise du direct
Avec la reprise progressive des événements sportifs en direct, les diffuseurs ont pris des mesures pour réduire les effectifs sur place,. Les équipes de production sont alors généralement isolées ou réduites pour des raisons de distanciation sociale,,. Certaines fonctionnent à distance depuis les studios (un modèle déjà utilisé pour certaines émissions de sport, même avant la pandémie). Certains commentateurs travaillent également à distance depuis leur studio ou leur domicile.
La NBA et la LNH centralisent les opérations de diffusion de la saison 2019-2020. Les deux ligues utilisent un modèle similaire avec des flux produits par leurs partenaires nationaux (ESPN et TNT pour la NBA, et NBC Sports et le diffuseur canadien Sportsnet pour la LNH). Les deux diffuseurs autorisent certains personnels sur place, mais la majorité des commentateurs de NBC travaillaient à distance,. Les deux ligues expérimentent de nouveaux types d'angles de caméra qui ne sont normalement pas possibles dans une arène avec des spectateurs,.
Pour compenser le manque de public des matchs qui se déroulent à huis clos, certains diffuseurs utilisent des bruitages de foule simulés provenant de jeux vidéo. La LNH combine les bruitages avec des enregistrements de chants sportifs fourni par des fans,, et la NBA utilise des écrans placés sur le terrain du complexe ESPN Wide World of Sports pour afficher des mosaïques de fans à distance grâce à la vidéoconférence Microsoft Teams. La Fox expérimente l'utilisation de fans virtuels pour masquer les tribunes vides sur ses émissions de baseball. En revanche, ESPN évite le bruit de foule simulé pour ses émissions comme MLS is Back Tournament, utilisant plutôt des microphones supplémentaires placés sur le terrain pour fournir un son amélioré des matchs.
La WWE présente une mise en scène similaire à ThunderDome à l'Amway Center d'Orlando pour le SmackDown et SummerSlam, en utilisant également un public virtuel,. En janvier 2021, la WWE annonce que WrestleMania 37 serait relocalisé du SoFi Stadium à Inglewood en Californie au Raymond James Stadium, et confirme qu'il été prévu d'avoir un public présent (avec un protocole sanitaire et une limitation de capacité).

### Programmation alternative
Certains diffuseurs expérimentent la diffusion d'esport, principalement des jeux vidéo de sport joués par leurs propres sportifs, tels que Invitational Pro ENASCAR iRacing (dont le premier événement le 22 mars 2020 a attiré 903 000 téléspectateurs sur Fox Sports 1, ce qui en fait l'émission d'eSport la plus regardée à la télévision américaine),. Un événement diffusé la semaine suivante sur la Fox le dépasse avec 1,339 million de téléspectateurs. Il s'agit d'un tournoi de sept semaines, se terminant le 9 mai 2020, de course automobile sur une reconstitution du site historique de la NASCAR North Wilkesboro Speedway, diffusé à la place du Blue-Emu Maximum Pain Relief 500 normalement sur Martinsville Speedway (reporté au 10 juin 2020).
ESPN organise une compétition, HORSE, avec des joueurs de la NBA et de la WNBA à distance depuis leurs domicile,. Le 4 mai 2020, ESPN annonce qu'il avait conclu un accord pour portant sur les droits du baseball de la KBO League de Corée du Sud pour la saison 2020, commenté par la Major League Baseball ESPN à domicile. Une autre nouveauté majeure pour faire face au manque de programmes sportifs en direct sont les courses de pur-sang. Fox Sports 1 diffuse New York Racing Association's America's Day at The Races, tandis que NBCSN s'associe à TVG Network pour diffuser le programme Trackside Live le week-end en après-midi,. TVG passe également à la production à distance, et les présentateurs commencent à expliquer les termes techniques pour accueillir de nouveaux téléspectateurs.

## Impact global sur l'industrie télévisuelle
La mise en œuvre de mesures sanitaires telles que le confinement conduit à une augmentation importante de l'utilisation des services de streaming. Deux services de streaming, HBO Max (de WarnerMedia) et Peacock (de NBCUniversal) sont lancés après l'arrivée de la pandémie, ce qui contribue à leur succès. En juin 2020, Deloitte révèle dans une enquête qu'il y a une quantité trop importante de services de streaming concurrents, et que les la précarité provoqués par la pandémie conduit à une augmentation du taux de désabonnement. Les clients limitent le nombre de services auxquels ils souscrivent, et utilisent davantage les plates-formes de streaming financées par la publicité (gratuites ou à faible coût),.
La pandémie accélère également la baisse de l'utilisation de la télévision traditionnelle au profit des services de streaming,.
En raison de l'arrêt de la production, Discovery Inc. décale son lancement prévue du 4 octobre 2020 en 2021, mais publie la programmation de son nouveau service de streaming Discovery + à partir janvier 2021. Le 11 février 2021, Discovery annonce que le lancement de Magnolia est reporté à janvier 2022 et qu'il prévoit d'augmenter le nombre de programmes disponibles sur Discovery +.

### Impact sur les chaines sportives
Les chaînes sportives coûtent généralement plus cher que les réseaux câblés du pays. Il y donc une forte demande des clients de baisse du prix de l'abonnement pour compenser l'absence de programmes. Le procureur général de New York, Letitia James, déclare qu'il était « extrêmement injuste que les fournisseurs de télévision par câble et par satellite continuent de facturer des frais pour des services qu'ils ne fournissent même pas ».
En 2019, le groupe Sinclair Broadcast et Entertainment Studios (sous le nom de Diamond Sports Group) achètent la chaîne RSN à Fox Sports Networks pour 9 600 000 000 dollars, une transaction effectuée dans le cadre de l'acquisition par Disney de 21st Century Fox. Le groupe détient les droits régionaux de 42 équipes professionnelles à travers le pays et de nombreux droits sportifs dans les lycées et collèges. Sinclair est également un partenaire de coentreprise avec les Cubs de Chicago dans le Marquee Sports Network de l'équipe. Des inquiétudes ont été exprimées quant au fait que l'investissement de Diamond Sports dans les réseaux pourrait être vulnérable en raison du manque de programmation en direct. Un analyste déclare que Diamond « pourrait se diriger vers une crise de liquidité encore plus tôt que prévu », alors que les négociations avec les principaux fournisseurs sont plus difficile à cause de l'absence d'événements en direct. La pandémie a probablement joué un rôle dans la vente par Diamond Sports des droits de dénomination de Fox Sports Networks à Bally's Corporation.
En juin 2020, avec la fin des accords de distribution et l'annulation des tournois de la NCAA, ESPN annonce qu'elle abandonnerait ESPN Goal Line/Bases Loaded (une chaîne qui diffusait des look-ins, des matchs de football universitaires et des tournois de baseball et de softball de la NCAA). Lorsque ESPN crée un canal pour la couverture des MLB Wild Card Series, l'évènement est déléguée au service d'abonnement ESPN +.
En janvier 2021, une note interne, révélé par les médias, décrit les projets de NBC Sports de supprimer progressivement la chaîne câblée NBCSN, la programmation devant être transférée vers USA Network et Peacock. Bien que la note ne mentionne pas spécifiquement la pandémie comme motif, NBC Sports se justifie par les impacts financiers du retard des Jeux olympiques d'été de 2020, et d'autres événements reportés ou annulés.

## Impact sur les cérémonies de récompense
Plusieurs remises de prix ont également été reportées ou adaptés, comme les IHeartRadio Music Awards 2020 (qui devaient initialement se tenir le 29 mars 2020 à Los Angeles et être diffusés par la Fox). La cérémonie a été annulée le 24 août 2020, et les gagnants ont été annoncés tout au long du week-end de la fête du Travail sur IHeartMedia),. Les Nickelodeon Kids 'Choice Awards 2020 (à l'origine diffusé à Inglewood en Californie et reprogrammé le 2 mai 2020 dans un format à distance),, l'Academy of Country Music Awards (à l'origine diffusée le 5 avril 2020 par CBS, mais reportée au 16 septembre 2020) et les Billboard Music Awards 2020 (initialement prévus le 29 avril 2020, mais reportés au 14 octobre 2020), ont tous été affectés. Les 74e Tony Awards (initialement organisés le 7 juin 2020 au Radio City Music Hall et diffusés par CBS) ont été reportés indéfiniment, en raison des fermetures des théâtres de Broadway à New York. CBS programme une diffusion de Grease à la place de la cérémonie.
Le Daytime Emmy Awards annule les cérémonies, initialement programmées en format de trois nuits. Le 28 avril 2020, le NATAS annonce que la présentation serait reprogrammée dans un format à distance, et annonce le 20 mai 2020 que les gagnants des principales catégories seraient présentés dans une émission spéciale de CBS le 26 juin 2020, ce qui marque le retour de la cérémonie à la télévision (après avoir été diffusée en ligne) pour la première fois depuis 2015.
Le 1er mai 2020, la Television Critics Association annule sa tournée de l'été 2020, initialement prévue du 28 juillet 2020 au 13 août 2020. Les organisateurs n'était pas sûr que cela puisse se produire en raison des restrictions sanitaires et du manque de contenu à promouvoir,.
Les MTV Video Music Awards 2020 annulent les cérémonies en présentiel, et diffusent des séquences préenregistrées, des apparitions sur scènes à New York et Los Angeles (et, pour le groupe K-pop BTS, en Corée du Sud), et des performances filmées sur des sites de New York. De nouvelles catégories de récompenses sont annoncées pour les  meilleurs clips vidéo filmés à domicile, les performances de quarantaine et les performances musicales du personnel médical,,. La cérémonie de remise des prix des MTV Movie & TV Awards, n'a jamais annoncé de date de diffusion. Le 11 novembre 2020, MTV annonce qu'elle diffuserait une rétrospective spéciale, MTV Movie & TV Awards: Greatest of All Time, une cérémonie plus large englobant l'été 2019 à 2021.
Les ACM Awards sont réalisées à Nashville, et contiennent des performances et des présentations de prix réparties entre le Bluebird Café, le Grand Ole Opry House et le Ryman Auditorium.
Les 72e Primetime Emmy Awards sont produits dans un format à distance depuis le Staples Center de Los Angeles, avec Jimmy Kimmel et certains présentateurs apparaissant sur scène. Les nommés apparaissent à distance depuis divers endroits,.
Le 1er décembre 2020, un représentant de l'Académie des arts et des sciences du cinéma déclare à Variety qu'ils préparaient la 93e cérémonie des Oscars depuis avril 2021 (retardée en raison de l'impact de la pandémie sur l'industrie cinématographique).
Le 5 janvier 2021, les 63e Grammy Awards, initialement prévus le 31 janvier 2021, sont reportés au 14 mars 2021 à la suite d'un pic de cas dans le comté de Los Angeles, d'où la remise prix est normalement enregistré.